# (6293) Oberpfalz
(6293) Oberpfalz est un astéroïde de la ceinture principale.

## Description
(6293) Oberpfalz est un astéroïde de la ceinture principale. Il fut découvert le 26 novembre 1987 à Tautenburg par Freimut Börngen. Il présente une orbite caractérisée par un demi-grand axe de 2,26 UA, une excentricité de 0,16 et une inclinaison de 0,9° par rapport à l'écliptique.

## Compléments